# Giovanni de Ciotta
Giovanni de Ciotta (Fiume, 24 aprile 1824 – Laurana, 6 novembre 1903) è stato un politico italiano.

## Biografia
Nato a Fiume da una famiglia di origini livornesi e membro del Partito Liberale, nel 1869 venne eletto deputato al Parlamento Ungherese. Fiume, infatti, faceva parte del Regno d'Ungheria, nel quadro dell'Impero austro-ungarico, quale corpus separatum, avendone la Dieta ungherese riconosciuta la sua secolare autonomia comunale. Nel 1872 il De Ciotta fu eletto podestà di Fiume. Sotto il suo governo la città ebbe un grande sviluppo con realizzazioni di valore storico, quali la ferrovia che collegò la città di Fiume con Budapest, la costruzione del nuovo porto; lo sviluppo residenziale ed industriale secondo un moderno Piano regolatore, la realizzazione del nuovo acquedotto. Queste opere furono alla base dello sviluppo economico ed industriale della città di Fiume, la quale vide in quegli anni la fondazione della Compagnia di navigazione Adria e la realizzazione del grande silurificio Whitehead. Nel 1896 il "sistema De Ciotta" entrò in crisi a causa della politica centralistica e restrittiva del nuovo primo ministro ungherese Decso Bànffy. Giovanni de Ciotta abbandonò la vita pubblica e si ritirò a vita privata. Morì nel 1903.